# The Taste/Staffel 6
Die sechste Staffel von The Taste startete am 10. Oktober 2018. Die Show wurde erneut von Christine Henning moderiert. Wie in der vorherigen Staffel bestand die Jury aus den Fernsehköchen Alexander Herrmann, Frank Rosin, Cornelia Poletto und Roland Trettl.
Gewinner der Staffel wurde der Florist Gary Loen aus dem Team Roland Trettl.

## Casting
Das Casting umfasste in der Fernsehausstrahlung insgesamt 34 Kandidaten. Jeder hatte 60 Minuten Zeit um einen Löffel zuzubereiten, wobei für den Einkauf jeweils 50 Euro zur Verfügung gestellt worden waren. Jeder der vier Juroren entschied nach der Blindverkostung, ob sie den jeweiligen Teilnehmer in ihr Team aufnehmen möchten. Entschied sich mehr als ein Juror für einen Kandidaten, so durfte dieser ein Team wählen
| Nr. | Kandidat    | Juroren              | Juroren                 | Juroren          | Juroren               | Entscheidung  |
| Nr. | Kandidat    | Frank Rosin          | Alexander Herrmann      | Cornelia Poletto | Roland Trettl         | Entscheidung  |
| --- | ----------- | -------------------- | ----------------------- | ---------------- | --------------------- | ------------- |
| 1   | Melanie     | Ja                   | Ja ✔                    | Nein             | Nein                  | Team Herrmann |
| 2   | Gerald      | Ja                   | Ja                      | Ja               | Ja ✔                  | Team Trettl   |
| 3   | Audrey      | Nein                 | Nein                    | Nein             | Nein                  | -             |
| 4   | Alina       | Ja ✔                 | Nein                    | Nein             | Nein                  | Team Rosin    |
| 5   | Fabian      | Ja                   | Ja ✔                    | Nein             | Nein                  | Team Herrmann |
| 6   | Vanessa     | Ja                   | Nein                    | Ja ✔             | Nein                  | Team Poletto  |
| 7   | Mona        | Nein                 | Nein                    | Nein             | Nein                  | -             |
| 8   | Philipp     | Nein                 | Nein                    | Nein             | Nein                  | -             |
| 9   | Mike        | Ja ✔                 | Nein                    | Nein             | Nein                  | Team Rosin    |
| 10  | Gary        | Ja                   | Nein                    | Nein             | Ja ✔                  | Team Trettl   |
| 11  | Lala        | Nein                 | Nein                    | Nein             | Nein                  | -             |
| 12  | Pascha      | Ja                   | Ja ✔                    | Ja               | Nein                  | Team Herrmann |
| 13  | Alicia      | Ja                   | Nein                    | Ja               | Ja ✔                  | Team Trettl   |
| 14  | Christina   | Nein                 | Nein                    | Ja ✔             | Nein                  | Team Poletto  |
| 15  | Hannah      | Nein                 | Nein                    | Nein             | Nein                  | -             |
| 16  | Bettina     | Nein                 | Nein                    | Nein             | Nein                  | -             |
| 17  | Oliver      | Nein                 | Nein                    | Nein             | Nein                  | -             |
| 18  | Sabrina     | Nein                 | Nein                    | Nein             | Nein                  | -             |
| 19  | André       | Nein                 | Nein                    | Nein             | Nein                  | -             |
| 20  | Gianluca    | Nein                 | Nein                    | Ja ✔             | Nein                  | Team Poletto  |
| 21  | Semi        | Ja ✔                 | Ja                      | Ja               | Nein                  | Team Rosin    |
| 22  | Frederick   | Nein                 | Nein                    | Nein             | Nein                  | -             |
| 23  | Christoph   | Ja                   | Ja ✔                    | Ja               | Ja                    | Team Herrmann |
| 24  | Kim         | Ja ✔                 | Nein                    | Nein             | Nein                  | Team Rosin    |
| 25  | Franz Josef | Nein                 | Ja ✔                    | Ja               | Nein                  | Team Herrmann |
| 26  | Jörg        | Ja                   | Team Herrmann ist voll. | Ja               | Ja ✔                  | Team Trettl   |
| 27  | Fritz       | Ja ✔                 | Team Herrmann ist voll. | Ja               | Nein                  | Team Rosin    |
| 28  | Martina     | Team Rosin ist voll. | Team Herrmann ist voll. | Ja ✔             | Nein                  | Team Poletto  |
| 29  | Eva         | Team Rosin ist voll. | Team Herrmann ist voll. | Ja               | Ja ✔                  | Team Trettl   |
| 30  | Lukas       | Team Rosin ist voll. | Team Herrmann ist voll. | Nein             | -                     |               |
| 31  | Lina        | Team Rosin ist voll. | Team Herrmann ist voll. | Nein             | Team Trettl ist voll. | -             |
| 32  | Harald      | Team Rosin ist voll. | Team Herrmann ist voll. | Nein             | Team Trettl ist voll. | -             |
| 33  | Dagmar      | Team Rosin ist voll. | Team Herrmann ist voll. | Nein             | Team Trettl ist voll. | -             |
| 34  | Daniela     | Team Rosin ist voll. | Team Herrmann ist voll. | Nein             | Team Trettl ist voll. | -             |
| 35  | Miriam      | Team Rosin ist voll. | Team Herrmann ist voll. | Ja ✔             | Team Trettl ist voll. | Team Poletto  |

## Die Teams und Platzierungen im Team
| Platz | Name  | Gesammelte Sterne |
| ----- | ----- | ----------------- |
| 1.    | Semi  | -                 |
| 2.    | Fritz | -                 |
| 3.    | Mike  | Sternsymbol       |
| 4.    | Kim   | -                 |
| 5.    | Alina | -                 |

| Platz | Name        | Gesammelte Sterne                                     |
| ----- | ----------- | ----------------------------------------------------- |
| 1.    | Christoph   | Sternsymbol · Sternsymbol · Sternsymbol · Sternsymbol |
| 2.    | Melanie     | Sternsymbol · Sternsymbol · Sternsymbol               |
| 3.    | Pascha      | -                                                     |
| 4.    | Franz Josef | Sternsymbol · Sternsymbol · Sternsymbol · Sternsymbol |
| 5.    | Fabian      | -                                                     |

| Platz | Name      | Gesammelte Sterne                       |
| ----- | --------- | --------------------------------------- |
| 1.    | Christina | Sternsymbol · Sternsymbol · Sternsymbol |
| 2.    | Martina   | Sternsymbol · Sternsymbol               |
| 3.    | Gianluca  | -                                       |
| 4.    | Miriam    | -                                       |
| 5.    | Vanessa   | -                                       |

| Platz | Name   | Gesammelte Sterne                                                                 |
| ----- | ------ | --------------------------------------------------------------------------------- |
| 1.    | Gary   | Sternsymbol · Sternsymbol                                                         |
| 2.    | Eva    | Sternsymbol · Sternsymbol · Sternsymbol · Sternsymbol · Sternsymbol · Sternsymbol |
| 3.    | Jörg   | Sternsymbol · Sternsymbol · Sternsymbol                                           |
| 4.    | Gerald | -                                                                                 |
| 5.    | Alicia | -                                                                                 |

## Verlauf der 6. Staffel
Die Auswahl der Kandidaten (Casting) für die Teams wurde in der ersten und zu Beginn der zweiten Episode ausgestrahlt. Ab der zweiten Episode wurden im Team- und Einzelkochen jeweils ein Kandidat eliminiert.
|       |             | Episode 2 17.10.2018                      | Episode 3 24.10.2018                      | Episode 4 31.10.2018                      | Episode 5 07.11.2018                                        | Episode 6 14.11.2018                      | Episode 7 21.11.2018                      | Halbfinale 28.11.2018                     | Finale 05.12.2018                         |
| ----- | ----------- | ----------------------------------------- | ----------------------------------------- | ----------------------------------------- | ----------------------------------------------------------- | ----------------------------------------- | ----------------------------------------- | ----------------------------------------- | ----------------------------------------- |
|       | Gastjuror   | Arne Anker                                | Christian Bau                             | Andreas Döllerer                          | Christian Hümbs                                             | Heinz Beck                                | Marco Müller                              | Lisl Wagner-Bacher                        | Jan Hartwig Harald Wohlfahrt              |
|       | Thema       | Handwerk                                  | Überraschungen                            | Herbst                                    | Süß                                                         | Bella Italia                              | Wald                                      | Teig                                      | Aromakombinationen 44 Löffel anrichten    |
| Platz | Koch        | Status der Kandidaten am Ende der Episode | Status der Kandidaten am Ende der Episode | Status der Kandidaten am Ende der Episode | Status der Kandidaten am Ende der Episode                   | Status der Kandidaten am Ende der Episode | Status der Kandidaten am Ende der Episode | Status der Kandidaten am Ende der Episode | Status der Kandidaten am Ende der Episode |
| 1.    | Gary        | Weiter                                    | Favorit (1 goldener Stern)                | Weiter                                    | Weiter                                                      | Weiter (Entscheidungskochen)              | Weiter                                    | Favorit (1 goldener Stern)                | Gewinner (2 goldene Sterne)               |
| 2.    | Semi        | Weiter                                    | Weiter                                    | Weiter                                    | Weiter                                                      | Weiter                                    | Weiter (Entscheidungskochen)              | Weiter                                    | 2. Platz                                  |
| 3.    | Christoph   | Immun (1 goldener Stern)                  | Weiter                                    | Weiter                                    | Favorit (3 goldene Sterne)                                  | Weiter                                    | Weiter                                    | Weiter (Entscheidungskochen)              | Ausgeschieden (2. Phase)                  |
| 4.    | Melanie     | Weiter                                    | Weiter                                    | Weiter (Entscheidungskochen)              | Weiter                                                      | Weiter                                    | Weiter                                    | Favorit (3 goldene Sterne)                | Ausgeschieden (2. Phase)                  |
| 5.    | Eva         | Weiter                                    | Favorit (3 goldene Sterne)                | Immun (1 goldener Stern)                  | Weiter                                                      | Weiter                                    | Favorit (2 goldene Sterne)                | Weiter                                    | Ausgeschieden                             |
| 6.    | Jörg        | Weiter                                    | Weiter                                    | Weiter                                    | Weiter (Entscheidungskochen) (1 goldener und 1 roter Stern) | Weiter                                    | Favorit (1 goldener Stern)                | Immun (1 roter Stern)                     | Ausgeschieden                             |
| 7.    | Christina   | Weiter                                    | Weiter (Entscheidungskochen)              | Weiter (Entscheidungskochen)              | Weiter                                                      | Favorit (3 goldene Sterne)                | Weiter                                    | Ausgeschieden                             |                                           |
| 8.    | Fritz       | Weiter                                    | Weiter                                    | Weiter                                    | Immun                                                       | Weiter                                    | Immun                                     | Ausgeschieden                             |                                           |
| 9.    | Pascha      | Weiter (trotz rotem Stern)                | Weiter                                    | Weiter                                    | Weiter (Entscheidungskochen)                                | Weiter                                    | Ausgeschieden                             |                                           |                                           |
| 10.   | Martina     | Weiter                                    | Weiter                                    | Favorit (1 goldener Stern)                | Weiter                                                      | Immun (1 goldener Stern)                  | Ausgeschieden                             |                                           |                                           |
| 11.   | Franz Josef | Favorit (3 goldene Sterne)                | Weiter                                    | Favorit (1 goldener Stern)                | Weiter                                                      | Ausgeschieden                             |                                           |                                           |                                           |
| 12.   | Gerald      | Weiter                                    | Weiter                                    | Weiter                                    | Weiter                                                      | Ausgeschieden                             |                                           |                                           |                                           |
| 13.   | Mike        | Weiter                                    | Immun                                     | Favorit (1 goldener Stern)                | Ausgeschieden                                               |                                           |                                           |                                           |                                           |
| 14.   | Gianluca    | Weiter                                    | Weiter                                    | Weiter                                    | Ausgeschieden                                               |                                           |                                           |                                           |                                           |
| 15.   | Miriam      | Weiter                                    | Weiter                                    | Ausgeschieden                             |                                                             |                                           |                                           |                                           |                                           |
| 16.   | Kim         | Weiter                                    | Weiter                                    | Ausgeschieden                             |                                                             |                                           |                                           |                                           |                                           |
| 17.   | Vanessa     | Weiter                                    | Ausgeschieden                             |                                           |                                                             |                                           |                                           |                                           |                                           |
| 18.   | Fabian      | Weiter (trotz rotem Stern)                | Ausgeschieden                             |                                           |                                                             |                                           |                                           |                                           |                                           |
| 19.   | Alina       | Ausgeschieden (durch zwei rote Sterne)    |                                           |                                           |                                                             |                                           |                                           |                                           |                                           |
| 20.   | Alicia      | Ausgeschieden                             |                                           |                                           |                                                             |                                           |                                           |                                           |                                           |

Legende
| Element                         | Bedeutung |
| ------------------------------- | --- |
| Weiter                          | Ohne goldenen oder roten Stern weiter gekommen.                                                                             |
| Weiter (im Entscheidungskochen) | In der 2. Phase eines der schlechtesten Gerichte gekocht (rote/r Stern/e), aber im Entscheidungskochen nicht ausgeschieden. |
| Favorit                         | In der 2. Phase eines der besten Gerichte gekocht.                                                                          |
| Immun                           | In der 1. Phase bestes Gericht gekocht und somit sicher in der nächsten Show.                                               |
| Ausgeschieden                   | Im Entscheidungskochen das schwächste Gericht gekocht.                                                                      |
| Ausgeschieden                   | In der 1. Phase vom Coach eliminiert.                                                                                       |

## Bemerkungen und zusätzliche Informationen
- In Folge 7 erlitt Frank Rosin eine allergische Reaktion, nachdem er eine der Geheimzutaten probiert hatte. Aus diesem Grund verkostete und bewertete er nicht die Löffel des Solokochens, weshalb nur drei goldene und drei rote Sterne zu vergeben waren.
- Das Team Cornelia Poletto wurde nach dem Halbfinale aufgelöst, da die letzte Kandidatin aus dem Team ausgeschieden war.

## Einschaltquoten
| Folge               | Datum               | Zuschauer | Zuschauer     | Marktanteil | Marktanteil   | Quelle |
| Folge               | Datum               | Gesamt    | 14 – 49 Jahre | Gesamt      | 14 – 49 Jahre | Quelle |
| ------------------- | ------------------- | --------- | ------------- | ----------- | ------------- | ------ |
| 1                   | 10. Okt. 2018       | 1,40 Mio. | 0,74 Mio.     | 5,8 %       | 9,3 %         | [ 2 ]  |
| 2                   | 17. Okt. 2018       | 1,24 Mio. | 0,63 Mio.     | 5,2 %       | 8,5 %         | [ 3 ]  |
| 3                   | 24. Okt. 2018       | 1,36 Mio. | 0,74 Mio.     | 5,2 %       | 8,7 %         | [ 4 ]  |
| 4                   | 31. Okt. 2018       | 1,25 Mio. | 0,64 Mio.     | 4,6 %       | 7,6 %         | [ 5 ]  |
| 5                   | 7. Nov. 2018        | 1,33 Mio. | 0,74 Mio.     | 5,0 %       | 8,6 %         | [ 6 ]  |
| 6                   | 14. Nov. 2018       | 1,42 Mio. | -             | -           | 9,5 %         | [ 7 ]  |
| 7                   | 21. Nov. 2018       | 1,56 Mio. | -             | 5,9 %       | 9,4 %         | [ 8 ]  |
| 8                   | 28. Nov. 2018       | 1,44 Mio. | 0,74 Mio.     | 5,5 %       | 8,9 %         | [ 9 ]  |
| 9                   | 5. Dez. 2018        | 1,48 Mio. | 0,81 Mio.     | 6,1 %       | 10,6 %        | [ 10 ] |
| Staffeldurchschnitt | Staffeldurchschnitt | 1,40 Mio. | -             | 5,4 %       | 8,9 %         | [ 10 ] |